# Jesus College Boat Club

Roeibladmotief

Jesus College Boat Club (JCBC) is een roeivereniging voor studenten van Jesus College in Oxford, een van de colleges van de Universiteit van Oxford. De vereniging werd in 1835 opgericht, maar roeien op het college dateert al van voor de oprichting van de vereniging: een boot van het college nam al deel aan een van de vroegst opgetekende wedstrijden, toen de roeiers van het college het in 1815 opnamen tegen Brasenose College. Het is daarmee, samen met die van Brasenose, een van de oudste roeiverenigingen ter wereld. Jesus College was een van de colleges die in de beginjaren van het roeien in Oxford deelnam. Noch de mannen, noch de vrouwen 1e VIII hebben de titel 'Head of the River' verdiend die wordt verworven door het winnen van de "Eights Week" (Summer Eights), de belangrijkste inter-college roeiwedstrijd in Oxford.
Een aantal studenten zijn voor het college in de Boat Race en de Women's Boat Race tegen de Universiteit van Cambridge uitgekomen. Barney Williams, een Canadese roeier die aan het college studeerde, heeft een zilveren medaille gewonnen tijdens het roeien op de Olympische Zomerspelen van 2004 en nam deel aan de Boat Race in 2005 en 2006. Andere oud-studenten die aan roeiwedstrijden deelnamen, hebben op andere vlakken succes geboekt, zoals John Sankey, die later Lord Chancellor werd, Alwyn William, die bisschop van Durham werd en Maurice Jones, de rector van St. David's College in Lampeter werd.
Het botenhuis van het college staat in Christ Church Meadow aan de rivier The Isis, (zoals de Theems in Oxford heet) en wordt gedeeld met de roeivereniging van Keble College. Het dateert uit 1964 en verving een aangemeerd binnenvaartschip dat door toeschouwers en bemanningsleden werd gebruikt. Het laatste binnenvaartschip van de vereniging werd in 1911 aangekocht bij een van de Livery Companies van de City of London en is nu een drijvend restaurant verderop in de Theems bij Richmond. Het was enkele jaren geschilderd in de collegekleuren.

## Geschiedenis

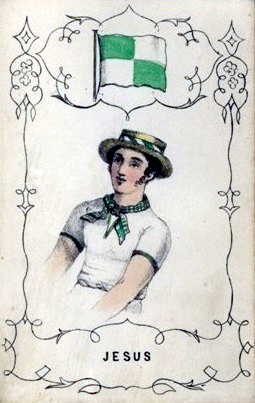
Roei-outfit in de jaren 1840.

De vroegere verslagen van de vereniging zijn verloren gegaan, maar er zijn verwijzingen naar een boot van Jesus College in vroeg 19de-eeuws materiaal dat nog bewaard is gebleven. Er zijn verwijzingen naar 'pleziervaart' in Oxford in brieven en gedichten die eind achttiende eeuw geschreven werden, maar de wedstrijden tussen roeiers van verschillende colleges vonden pas begin negentiende eeuw plaats. In Eton werd begonnen met roeien in een 'Acht' (boten met 'Acht' roeiers, waarbij ieder aan de riemen trekt en zich laat leiden door de stuurman). Hiervan is vastgelegd dat de school in 1811 over drie 'Achten' beschikte en zich daarna kwalitatief opwerkte naar Oxford.
De eerste optekening van een wedstrijd tussen colleges, de Acht van Jesus College en Brasenose College, dateert uit 1815. Dit kunnen weleens de enige twee colleges geweest zijn die op dat moment roeiwedstrijden hielden, en meestal was de boot van Brasenose College de grote overwinnaar. Er waren weinig roeiers, en wedstrijden tussen viertallen (roeiboten met vier roeiers en een stuurman) trokken gewoonlijk meer belangstelling dan wedstrijden tussen 'Achten'. De studenten roeiden naar de herberg bij Sandford-on-Thames, een paar kilometer ten zuiden van Oxford, en raceten tegen elkaar op de terugweg. De wedstrijden begonnen bij Iffley Lock en eindigden bij King's Barge, voorbij Christ Church Meadow. De opgehesen vlag op de schip geeft de volgorde van aankomst van de roeiers aan. De bemanning vertrekt achter elkaar waarbij de volgende boot de boot ervoor probeert in te halen of te 'bumpen'. De geraakte boot en de botsende boot zouden de race dan vroegtijdig verlaten en dan zal de volgende dag de botsende boot voor de geraakte boot uitvaren. Het doel is om de leidende boot te worden, die bekend staat als 'Rivierhoofd". Ter identificatie droegen de bemanningsleden de collegekleuren en doste het roer van de boot uit met het wapenschild van het college. De roeiers van Jesus College schilderden een 'prei' (symbool van Wales) op hun roeispanen voor verder onderscheid. Tijdens de vroege wedstrijden droegen sommige roeiers een hoge hoed, terwijl anderen, waaronder de roeiers van Jesus College, een Schotse baret (tam o' shanter) droegen in de collegekleuren (groen met een witte band voor Jesus College). De roeiers van Jesus College hebben deze tot ten minste 1847 gedragen.

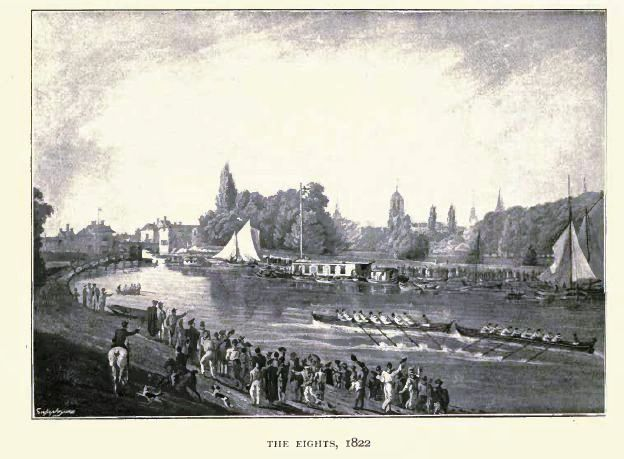
Een afdruk van een 'Acht' dat in 1822 racete, hiervan wordt aangenomen dat het de boot van Jesus College voorstelt.

In 1822 raceten de roeiers van Jesus College en Brasenose tegen elkaar om 'rivierhoofd' te worden. Een roeier van het Brasenose team maakte kennelijk een misslag bij het roeien, waardoor de boot haar snelheid minderde. De boot van Rasenose werd geraakt door de boot van Jesus College, maar roeide desondanks door en beweerde dat het nog steeds rivierhoofd was. De mannen van Jesus College en Brasenose rivaliseerden over de vraag van welke college de vlag gehesen zou moeten worden om het winnend team aan te duiden. Een van de bemanningsleden van Brasenose eindigde het geschil door te citeren: "Quot homines, tot sententiae", verschillende mensen, verschillende meningen, sommige houden van prei, anderen van ui", en verwees hiermee naar het symbool op de roeispanen van Jesus College. Er werd besloten om de race opnieuw te houden. De revanchewedstrijd werd gewonnen door het team van Brasenose. Het voorval zou te zien zijn op een afbeelding uit 1822, de vroegste voorstelling van een roeiwedstrijd met een 'Acht' in Oxford, geschilderd door I.T. Serres. De prent werd echter gepubliceerd op 1 maart 1822 en het zou verscheidene maanden gekost hebben om te prepareren en te graveren. Het toont ook een zomers tafereeltje. Deze beide punten wijzen erop dat de prent ofwel een denkbeeldige scène voorstelde, ofwel geen opgetekende gebeurtenis uit 1821 is.
Geleidelijk werden de roeiwedstrijden wat formeler en kwamen er regels die het college verbood professionele roeiers of deelnemers van een andere college in te zetten. In 1826 werd een wedstrijd voor een tweede boot van het college (Torpids) ingevoerd en uiteindelijk werden boten met minder dan 'Acht' roeiers van de wedstrijd uitgesloten. Eind jaren twintig en begin jaren dertig van de negentiende eeuw nam Jesus College geen deel meer aan de roeiwedstrijden, maar in 1836 werd vermeld dat het college een tweede boot had. De officiële oprichting van de vereniging dateert uit 1835 en de officiële verslagen van de wedstrijden tussen colleges zijn vastgelegd vanaf 1837. Het Jesus College VIII startte dat jaar de wedstrijd op tweede positie, achter Christ Church 1ste VIII, maar nadat ze op achtereenvolgende avonden door Exeter, Balliol College en The Queen's College gebumpt waren, nam Jesus College niet langer deel aan de wedstrijd in dat jaar. In 1938 eindigde Jesus College op een avond als laatste, en nam pas in 1844 weer deel aan de wedstrijden. De jaren daarna wisselden de successen van de vereniging. In 1859 bereikten de 'Acht' een ongebruikelijke 'overbump' waarbij ze de bemanning inhaalden die drie plaatsen voor hen waren gestart, nadat de boot direct ervoor, de boot had geraakt die zij achtervolgden, en gingen op deze manier drie plaatsen omhoog in één wedstrijd.
De boot van het college streed echter niet mee in 1860 en eindigde in 1964 op de laatste plaats. Vanaf 1864, zo vermeldde Ernest Hardy in zijn geschiedenis over het college, "is de reputatie van het college niet goed geweest". Het college nam gedurende een groot aantal jaren geen deel meer aan de wedstrijden, en als het meedeed, verbeterde het college zelden haar positie met meer dan één of twee plaatsen. Vanaf 1882 nam het college weer regelmatig deel aan de wedstrijden. Hoewel het als laatste eindigde in 1889, verbeterde het college haar positie en schoof negen plaatsen omhoog tussen 1894 en 1896. Hardy merkte ook op dat de boot in 1896 de reputatie had een van de snelste van het college te zijn. De bemanning schreef zich in voor de Ladies Challenge Plate tijdens de Henley Royal Regatta, maar verloor van de uiteindelijke winnaar Eton.
In 1930 behaalde de 1ste VIII van het college haar hoogste positie op de rivier in dertig jaar. In 1947 bood Leslie Cross, de aalmoezenier van het college, de roeivereniging een nieuw stel roeispanen aan. Hij ging dat jaar met pensioen, en het collegeblad, dat vermeldde dat Cross een gulle donateur van de vereniging was geweest, deelde mee dat de riemen al voor de goede zaak gebruikt waren. De 1ste VIII verbeterde zich verder in de jaren vijftig, met vijf bumps in 1951 en vier in 1952 waardoor het de eerste divisie bereikte, met als hoogte punt de zevende plaats in 1957. Later keerde het terug naar de tweede divisie, voordat het opnieuw in 1970 deelnam in de eerste divisie. In 2000 bereikte het de hoogste positie sinds afgelopen jaren, als zevende in de eerste divisie; sinds 2004 is het terug in de tweede divisie en eindigde als achtste in 2011 in de tweede divisie.

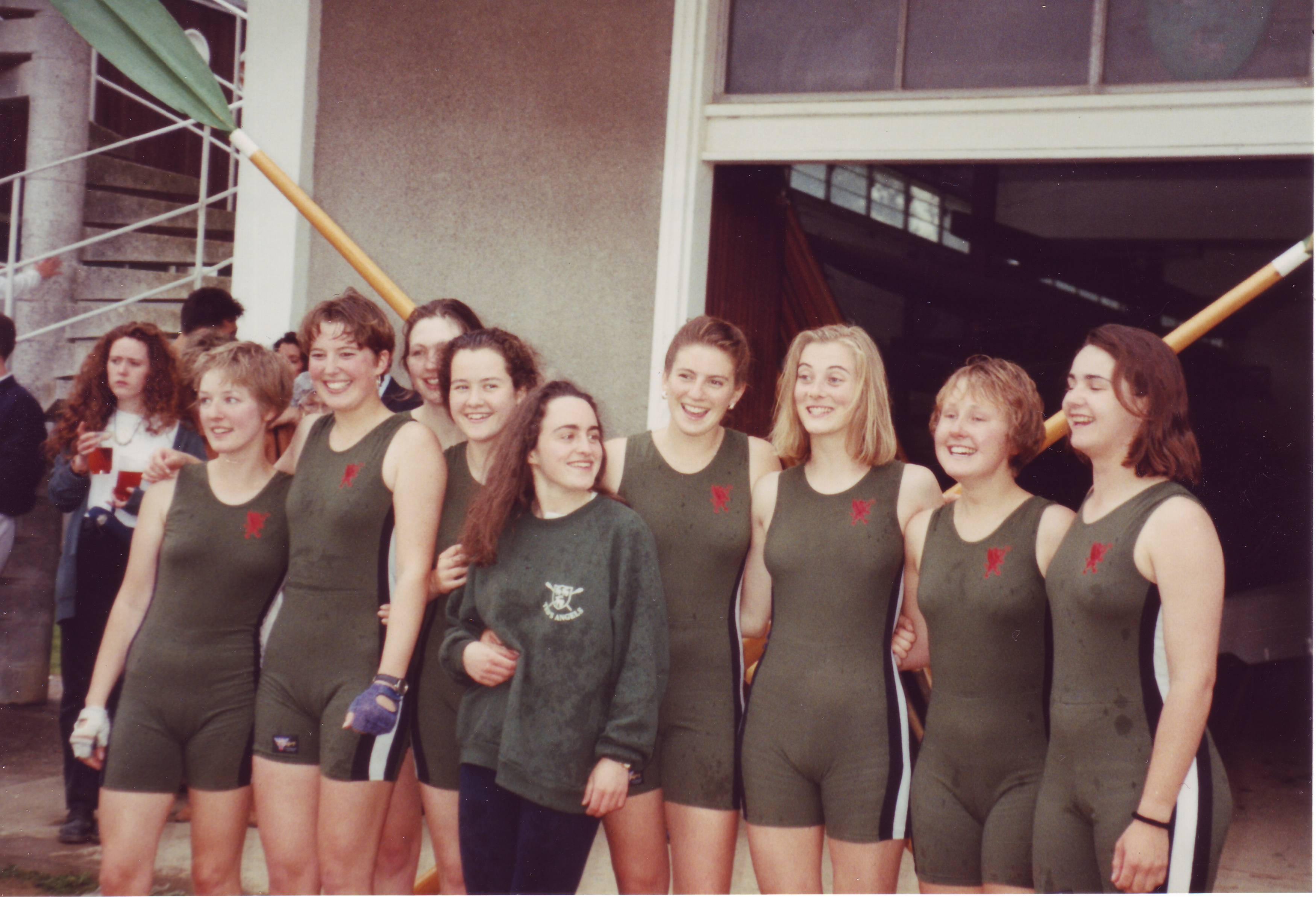
Vrouwenacht in 1993.

In 1974 werden vrouwen voor het eerst toegelaten tot Jesus College; het college was een van de eerste colleges voor mannen die dit toestond. De eerste vrouwen VIII was van 1980 en 1983 Head of the River in de Torpids. In 1983 wonnen de dames 1ste VIII hun 'blades' in zowel de eerste divisie van de Torpids als de 'Eights Week', een prestatie die ertoe leidde dat de bemanning werd beschreven in het jaarboek van het college als "wedijverend om niet alleen het team van het decennium te worden, maar misschien wel het team van de laatste drie decennia, in welke sport dan ook". Dezelfde bemanning in dat jaar won ook de Novices Trophy tijdens de Wallingford Regatta. De vrouwen 1ste VIII heeft haar positie sindsdien niet weten te behouden. Na enkele jaren in de derde divisie, eindigde het op de twaalfde plaats in de tweede divisie tijdens 'Eights Week' in 2011, en won daarbij de blades.

## Structuur en financiën van de club

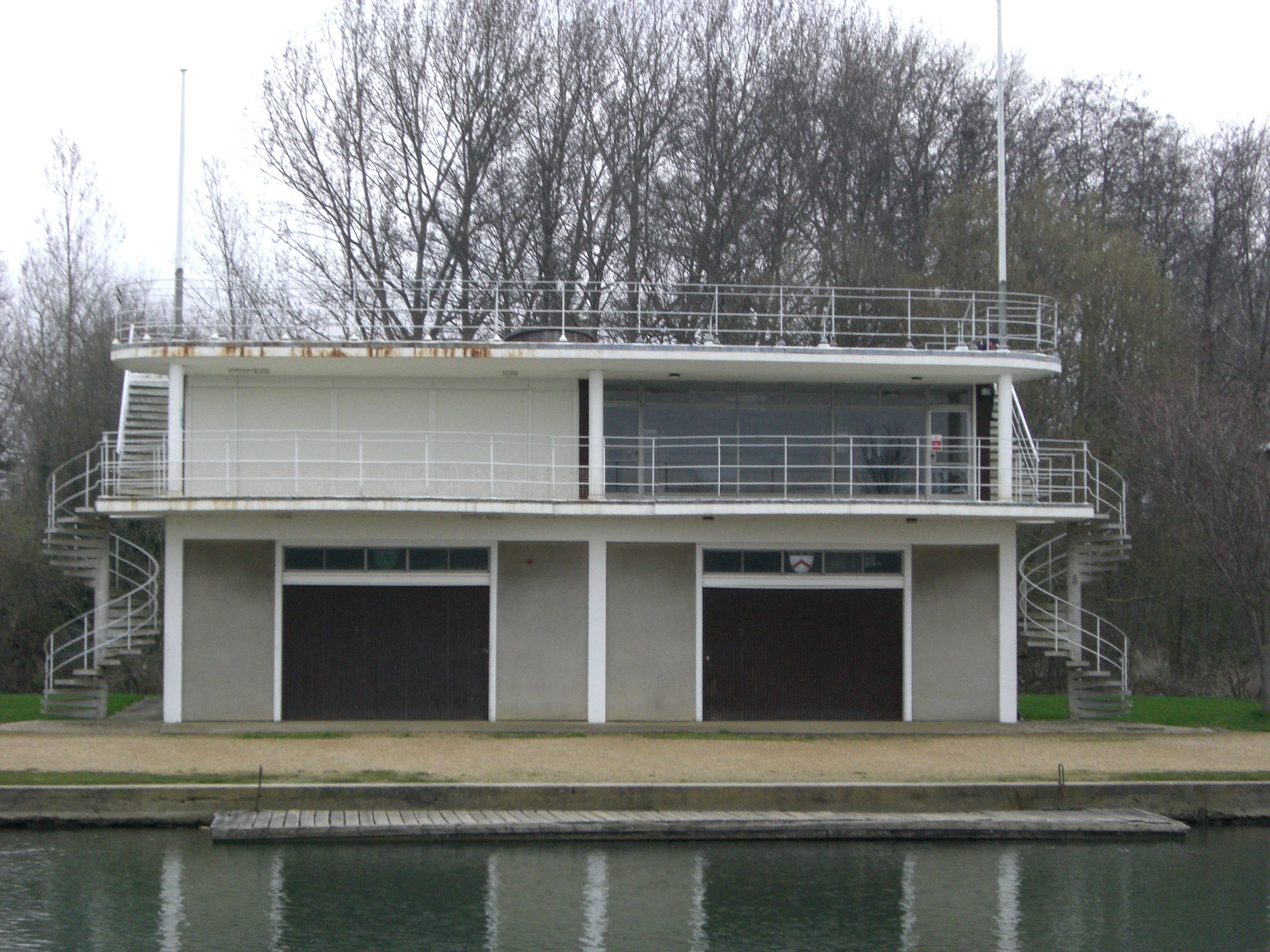
Links bevindt zich het botenhuis van de club gelegen aan de Isis. De rechterhelft van het gebouw wordt gebruikt door Keble College.

Alle studenten van het college die stuurman zijn geweest of hebben geroeid in een boot van JCBC zijn gewone leden van de roeivereniging, een status die zij behouden tot één maand na het verlaten van het college. De vereniging wordt geleid door het bestuur, bestaande uit een voorzitter, de mannen- en vrouwen kapiteins, de plaatsvervangende kapiteins, de stuurmannen, de penningmeester, de secretaris, de veiligheidsfunctionaris van het botenhuis en twee secretaresses voor het beheer van de sociale agenda.
De bestuursleden zijn één jaar in functie, beginnend op de zondag in de zesde week van het laatste semester - de dag aansluitend op de 'Eights week'. Het senior lid van de club is Peter Mirfield, een lid van het collegebestuur en docent aan het college.
Het college gebruikt een deel van de collegegelden om sociale activiteiten en sportactiviteiten te bekostigen. Het clubfonds ziet toe op de toekenning van de gelden voor sport, met inbegrip van roeien, en bestaat uit vertegenwoordigers van de junior en Middle common Rooms (voor bachelorstudenten en studenten in de tweede fase) evenals van de sportclubs van het college.
Oud-studenten van het college die tijdens hun studie hebben geroeid, kunnen zich aansluiten bij de Cadwallader Club. De club, die in 1974 nieuw leven werd ingeblazen en jaarlijks een diner voor haar leden organiseert, ontvangt ook donaties ten behoeve van de Cadwallader Trust; dit is sinds 1982 een geregistreerde liefdadigheidsinstelling die de roeisport op het college ondersteunt met zowel investerings- als opleidingskosten. Over het boekjaar eindigend op 5 april 2008 bedroegen de uitgaven van de Trust £19.001. De leden van de Cadwallader Club hebben een bijdrage geleverd om nieuwe boten en een blad mogelijk te maken voor de 1ste divisie VIII-dames en heren, en tijdens de 'Saturday of Eights Week' 2008 schonk de Trust de roeivereniging een Coxed four (roeiboot voor vier personen) met de naam Cadwallader. De leden van de Cadwallader Club zijn bovendien niet-stemgerechtigd lid van de roeivereniging.

## Roeiers

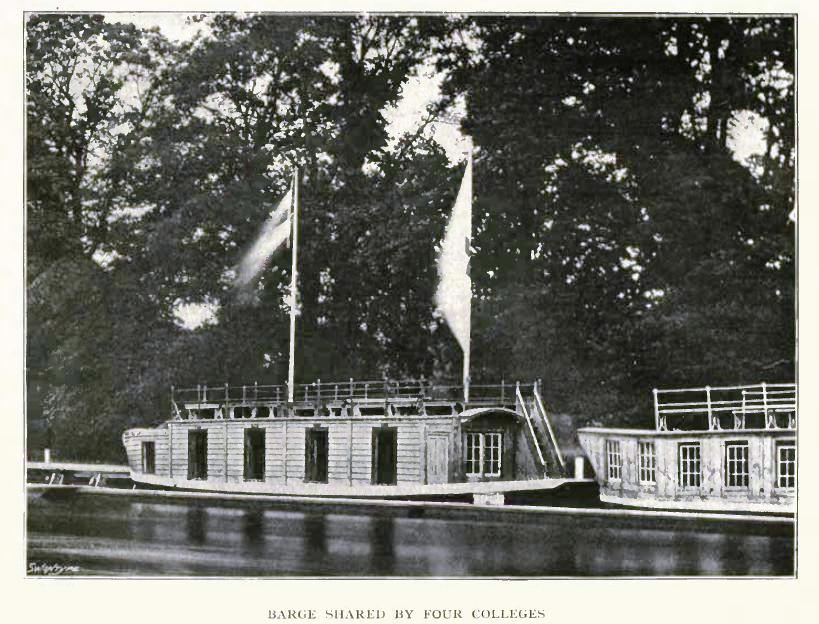
Jesus College deelde dit binnenvaarschip met drie andere colleges tijdens de 19de eeuw.

D.W. Griffiths, slagroeier van de boot van Jesus College, was op 23 april 1839 aanwezig tijdens de openingsceremonie van de roeivereniging van Oxford University. Toch speelden de roeiers van Jesus College een niet-regelmatige rol in het roeien voor het college in de 19de eeuw. Geen enkele student van Jesus College zat tussen 1839 en 1899 in het bestuur van de Oxford University Boat Club (OUBC), het laatste jaar waarvan Sherwood verslag doet in zijn boek Oxford Rowing.
Twee studenten van het college (W.S. Thomson en E.W. Davies) (stuurman), maakten deel uit van het verliezende Oxford team tijdens de tweede Oxford-Cambridge roeiwedstrijd in 1836. Tussen 1858 en 1899 deden zeven anderen een poging om een plaats te krijgen in het Oxford University team, maar zonder succes.
Vanaf dat moment wordt het college sterker vertegenwoordigd in de race: M.L. Thomas en D.R. Glynne Jones (1952) en M.L. Thomas (voorzitter, 1953); Boris Mavra (1992,1993 en 1995); Barney Williams, de Canadese winnaar van de zilveren medaille Olympisch roeien in 2004 (2005 en 2006) en Brodie Buckland (2007).
Judie Hutchinson roeide voor de reserveploeg van Oxford, bekend als Isis, in de Races van 2002 en 2003, net als Tim Farquharson, bachelor student Technische natuurwetenschappen in 2009.
Verschillende vrouwen hebben hun 'Blue'(prijs op hoogste niveau) gewonnen door deel te nemen aan de Women's Boat Race tegen Cambridge: Anna Bean en Ann Bevitt (1989); Louise Sanford (1997); en Claire Weaver (1998).
Enkele prominente personen hebben tijdens hun studententijd voor het college geroeid. Historicus Albert Polard was 'Captain of Boats' in 1890, nadat hij in 1889 had geroeid in de boot die als laatste eindigde.
Alwij Williams, later bisschop van Durham, die van 1906 tot 1911 studeerde, was kapitein van de roeivereniging, net als James Page ("Freddie"), die van 1952 tot 1972 secretaris was van de Amateur Rowing Association en coach roeien voor zowel de roeivereniging van Oxford als Cambridge.
Maurice Jones (later rector van St. David's College, Lampeter), was stuurman, net als Gordon Roe (later bisschop van Huntingdon) en de scheikundige Frank Greenaway.
John Sankey (later voorzitter van het Hogerhuis), was roeier tijdens de Torpids in een boot die vier plaatsen zakte, terwijl de boot waarin bariton David Ffrangcon-Davies roeide, vijf plaatsen omhoogging in de Torpids en vier in Eights Week. Angus Bunchan, die in 1916 tijdens de Eerste Wereldoorlog het Victoria Cross won, roeide in 1919 in een vier voor het college, ondanks dat hij in 1917 blind was geworden.
Anton Muttukumaru (later bevelhebber van het Sri Lankese leger), was boeg voor het college in een vier.

## Academieschepen

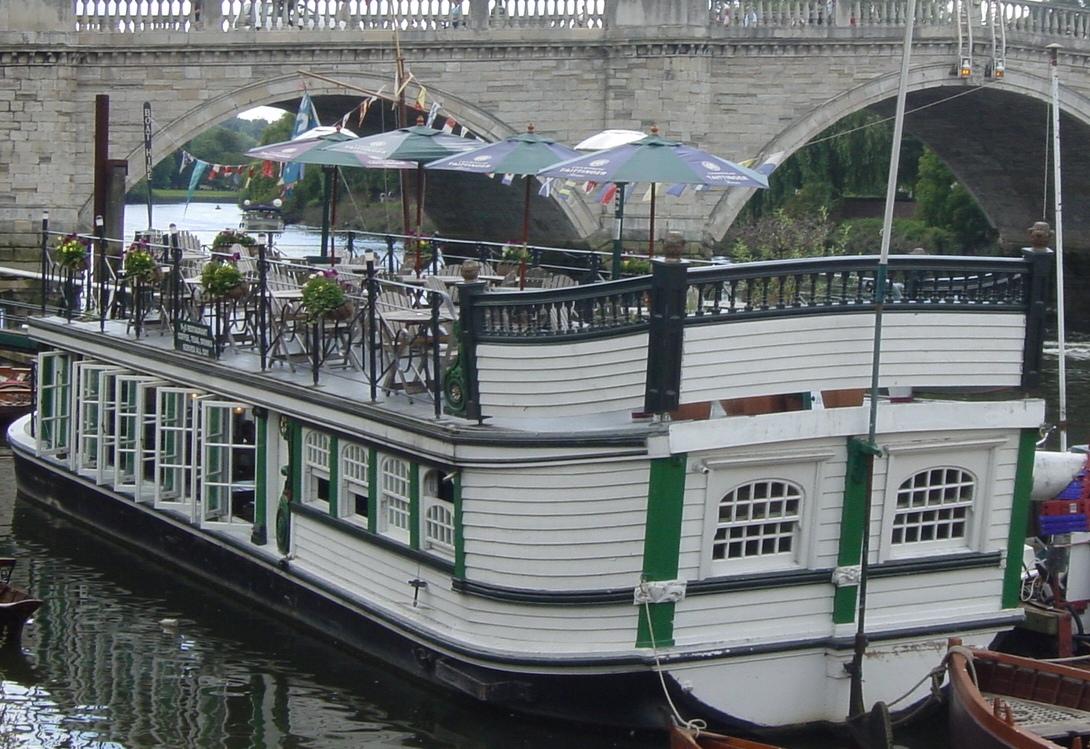
Laatste binnenvaartschip van de academie (gefotografeerd in 2004), nu een drijvend restaurant bij Richmond-upon-Thames.

Vanaf 1839 hielden college er binnenvaartschepen op na die afgemeerd lagen aan de oever bij Christ Church Meadow. Deze werden gebruikt om de bemanning te wisselen, en voor bezoekers om de wedstrijden gade te slaan en om sociale functies te vervullen. In 1911 kocht Jesus College haar eigen schip van Salters, tegen een prijs van £940,14s,8d (ongeveer €87.900 in 2018). De Livery Companies van de City of London waren voormalig eigenaar geweest en het werd gebruikt in de dagen dat de Lord Mayor's Show op de rivier de Theems in Londen plaatsvonden in plaats van op straat.
Nadat het in 1955 gezonken was, werd het geborgen en weer gerestaureerd. In 1964 verving het college de schip door een botenhuis, dat gedeeld wordt met de roeivereniging van Keble College. Het schip werd overgebracht naar Maidenhead, waar het in 1987 gerestaureerd werd. Het werd verlegd naar Oxford, maar in januari 1988 werd het zwaar beschadigd na een brand. Na verdere restauratie werd het naar Richmond-upon-Thames verplaatst, waar het ligt afgemeerd langs de Richmond Bridge om als restaurant te worden gebruikt.
Het schip was enkele jaren lang geschilderd in de collegekleuren groen en wit, met op de voorsteven een Welshe rode draak, maar in 2009 werd het overgeschilderd in blauw, in plaats van groen.